# Sufism Reoriented
Sufism Reoriented ist ein Sufi-Orden, der auf den Lehren von Hazrat Inayat Khan basiert und in den 1950er Jahren in den USA gegründet wurde. Einer der bekanntesten Vertreter des Ordens ist Meher Baba, dessen prominentester Anhänger war eine Zeit lang Pete Townshend der Musikgruppe The Who.
Heute (Stand: 2005) steht der Orden unter der Leitung von Murshida Carol Weyland Conner.